# Cincinnati Bengals 2015
La stagione 2015 dei Cincinnati Bengals è stata la 48ª della franchigia, la 46ª nella National Football League e la 13ª con Marvin Lewis come capo-allenatore.
La squadra ha avuto la miglior partenza della sua storia dopo avere battuto i Pittsburgh Steelers all'Heinz Field con un punteggio di 16–10, che l'ha portata su un record di 7–0. La serie positiva si è interrotta nella settimana 10 perdendo contro gli Houston Texans a Cincinnati. In seguito i Bengals si sono qualificati per i playoff per il quinto anno consecutivo, un altro record di franchigia, vincendo il secondo titolo di division degli ultimi tre anni. Nel turno delle wild card la squadra è uscita sconfitta contro gli Steelers per 16–18, non riuscendo a vincere la prima gara nella post-season dopo 25 anni di digiuno. Sono inoltre diventati la prima squadra nella storia a perdere per cinque anni consecutivi al primo turno.

## Scelte nel Draft 2015

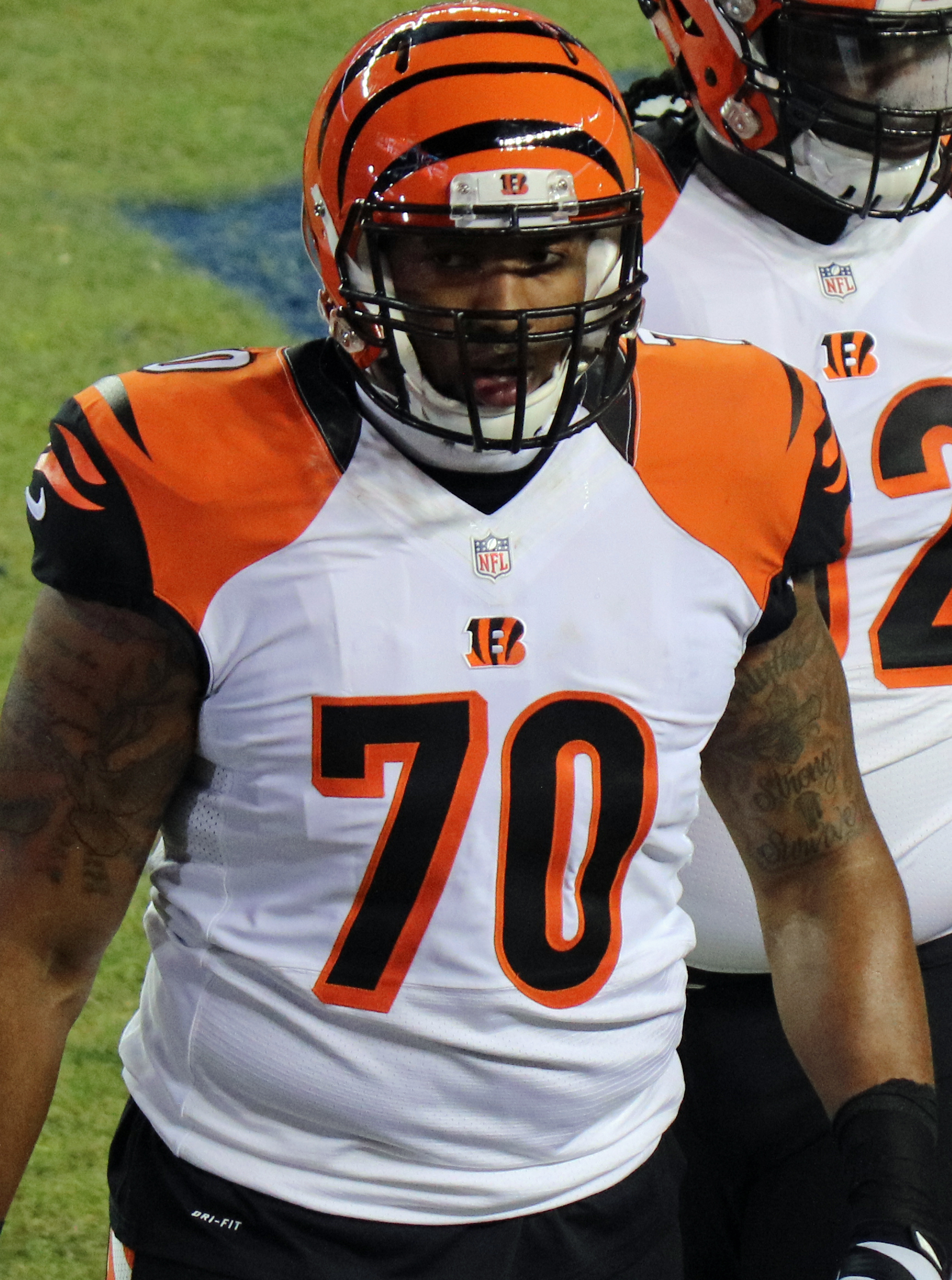
Cedric Ogbuehi fu la scelta del primo giro dei Bengals nel 2015

| Giro | Scelta | Giocatore       | Ruolo | College       |
| ---- | ------ | --------------- | ----- | ------------- |
| 1    | 21     | Cedric Ogbuehi  | OT    | Texas A&M     |
| 2    | 53     | Jake Fisher     | OT    | Oregon        |
| 3    | 85     | Tyler Kroft     | TE    | Rutgers       |
| 3    | 99     | Paul Dawson     | LB    | TCU           |
| 4    | 120    | Josh Shaw       | S     | USC           |
| 4    | 135    | Marcus Hardison | DT    | Arizona State |
| 5    | 157    | C.J. Uzomah     | TE    | Auburn        |
| 6    | 197    | Derron Smith    | S     | Fresno State  |
| 7    | 238    | Mario Alford    | WR    | West Virginia |

## Staff
| Staff dei Cincinnati Bengals nel 2015 |
| --- |
| Organi dirigenziali - Presidente - Mike Brown - Vice presidente Senior/capo del personale - Pete Brown - Vice presidente esecutivo - Katie Blackburn - Vice presidente/capo del personale - Paul Brown - Direttore del personale dei giocatori - Duke Tobin Capo allenatore - Marvin Lewis - Assistente c.a./Offensive Line – Paul Alexander Altri allenatori - Preparatore atletico – Chip Morton - Assistente p.a. – Jeff Friday Allenatori dell'attacco - Coordinatore offensivo – Hue Jackson - Quarterback – Ken Zampese - Running Back – Kyle Caskey - Wide Receiver – James Urban - Tight End – Jonathan Hayes - Assistente Offensive Line/Controllo qualità – Brian Braswell Allenatori della difesa - Coordinatore difensivo – Paul Guenther - Defensive Line – Jay Hayes - Linebacker – Matt Burke - Assistente Linebacker/Controllo qualità – David Lippincott - Defensive Back – Vance Joseph - Defensive Back – Mark Carrier - Assistente difesa/Controllo qualità – Marcus Lewis Allenatori dello special team - Coordinatore Special Team – Darrin Simmons - Assistente/Controllo qualità – Brayden Coombs |

## Roster
| Roster dei Cincinnati Bengals nel 2015 |
| --- |
| Quarterback - 14 Andy Dalton - 5 A.J. McCarron Running Back - 25 Giovani Bernard - 33 Rex Burkhead - 32 Jeremy Hill - 30 Cedric Peerman Wide Receiver - 15 Mario Alford - 18 A.J. Green - 82 Marvin Jones - 11 Greg Little - 12 Mohamed Sanu - 19 Brandon Tate Tight End - 85 Tyler Eifert - 89 Ryan Hewitt - 81 Tyler Kroft - 87 C.J. Uzomah Offensive Linemen - 61 Russell Bodine C - 65 Clint Boling G - 74 Jake Fisher T - 60 T.J. Johnson C - 71 Andre Smith T - 77 Andrew Whitworth T - 73 Eric Winston T - 68 Kevin Zeitler G Defensive Linemen - 97 Geno Atkins DT - 93 Will Clarke DE - 96 Carlos Dunlap DE - 95 Wallace Gilberry DE - 91 Marcus Hardison DT - 99 Margus Hunt DE - 90 Michael Johnson DE - 94 Domata Peko DT - 92 Pat Sims DT - 98 Brandon Thompson DT Linebacker - 49 Chris Carter OLB - 47 Paul Dawson OLB - 50 A.J. Hawk OLB - 59 Emmanuel Lamur OLB - 58 Rey Maualuga MLB - 57 Vincent Rey MLB Defensive Back - 21 Darqueze Dennard CB - 29 Leon Hall CB - 43 George Iloka SS - 24 Adam Jones CB - 27 Dre Kirkpatrick CB - 37 Chris Lewis-Harris CB - 20 Reggie Nelson FS - 26 Josh Shaw CB - 40 Derron Smith SS - 36 Shawn Williams FS Special Team - 46 Clark Harris LS - 10 Kevin Huber P - 2 Mike Nugent K Lista delle riserve - 55 Vontaze Burfict OLB (PUP) - 70 Cedric Ogbuehi T (NF-Inj.) - 56 Sean Porter OLB (Active/PUP) - 35 Mark Weisman FB - 86 James Wright WR (IR) Squadra di allenamento - 64 Dan France T - 66 Trey Hopkins G - 84 Jake Kumerow WR - 88 Matt Lengel TE - 45 Trevor Roach LB - 33 Terrell Watson HB - 3 Keith Wenning QB - 34 James Wilder HB - 69 DeShawn Williams DT 53 attivi, 8 inattivi, 9 nella squadra di allenamento |
| Legenda - I rookie sono in corsivo. - Il primo ruolo è il principale mentre gli eventuali successivi indicano i ruoli secondari. - (IR) sta per Injured Reserve ed indica la lista ristretta per un solo giocatore infortunato che può tornare ad allenarsi dopo la settimana 6 e a rientrare in prima squadra dopo che questa ha giocato 8 partite. - (NF-Inj.) / (NF-Ill.) stanno rispettivamente per Non-Football Injured e Non-Football Illness ed indicano le liste dove viene inserito un giocatore che ha un infortunio o una malattia non dipendente dal football americano. - (PUP) sta per Physically Unable to Perform ed indica la lista dove viene inserito un giocatore mentre è in attesa di recuperare la condizione fisica. Nella stagione regolare dopo la sesta partita giocata dalla propria squadra, il giocatore ha tempo tre settimane per riprendere ad allenarsi, più tre settimane aggiuntive dal suo rientro agli allenamenti per rientrare in prima squadra. |

## Calendario

### Stagione regolare
| Turno | Data               | Avversario             | Risultato          | Record             | Stadio                              | NFL.com recap      |
| ----- | ------------------ | ---------------------- | ------------------ | ------------------ | ----------------------------------- | ------------------ |
| 1     | 13/9               | at Oakland Raiders     | V 33–13            | 1–0                | O.Co Coliseum                       | Recap              |
| 2     | 20/9               | San Diego Chargers     | V 24–19            | 2–0                | Paul Brown Stadium                  | Recap              |
| 3     | 27/9               | at Baltimore Ravens    | V 28–24            | 3–0                | M&T Bank Stadium                    | Recap              |
| 4     | 4/10               | Kansas City Chiefs     | V 36–21            | 4–0                | Paul Brown Stadium                  | Recap              |
| 5     | 11/10              | Seattle Seahawks       | V 27–24 (dts)      | 5–0                | Paul Brown Stadium                  | Recap              |
| 6     | 18/10              | at Buffalo Bills       | V 34–21            | 6–0                | Ralph Wilson Stadium                | Recap              |
| 7     | Settimana di pausa | Settimana di pausa     | Settimana di pausa | Settimana di pausa | Settimana di pausa                  | Settimana di pausa |
| 8     | 1/11               | at Pittsburgh Steelers | V 16–10            | 7–0                | Heinz Field                         | Recap              |
| 9     | 5/11               | Cleveland Browns       | V 31–10            | 8–0                | Paul Brown Stadium                  | Recap              |
| 10    | 16/11              | Houston Texans         | S 6–10             | 8–1                | Paul Brown Stadium                  | Recap              |
| 11    | 22/11              | at Arizona Cardinals   | S 31–34            | 8–2                | University of Phoenix Stadium       | Recap              |
| 12    | 29/11              | St. Louis Rams         | V 31–7             | 9–2                | Paul Brown Stadium                  | Recap              |
| 13    | 6/12               | at Cleveland Browns    | V 37–3             | 10–2               | FirstEnergy Stadium                 | Recap              |
| 14    | 13/12              | Pittsburgh Steelers    | S 20–33            | 10–3               | Paul Brown Stadium                  | Recap              |
| 15    | 20/12              | at San Francisco 49ers | V 24–14            | 11–3               | Levi's Stadium                      | Recap              |
| 16    | 28/12              | at Denver Broncos      | S 17–20 (DTS)      | 11–4               | Sports Authority Field at Mile High | Recap              |
| 17    | 3/1                | Baltimore Ravens       | V 24–16            | 12–4               | Paul Brown Stadium                  | Recap              |

Note

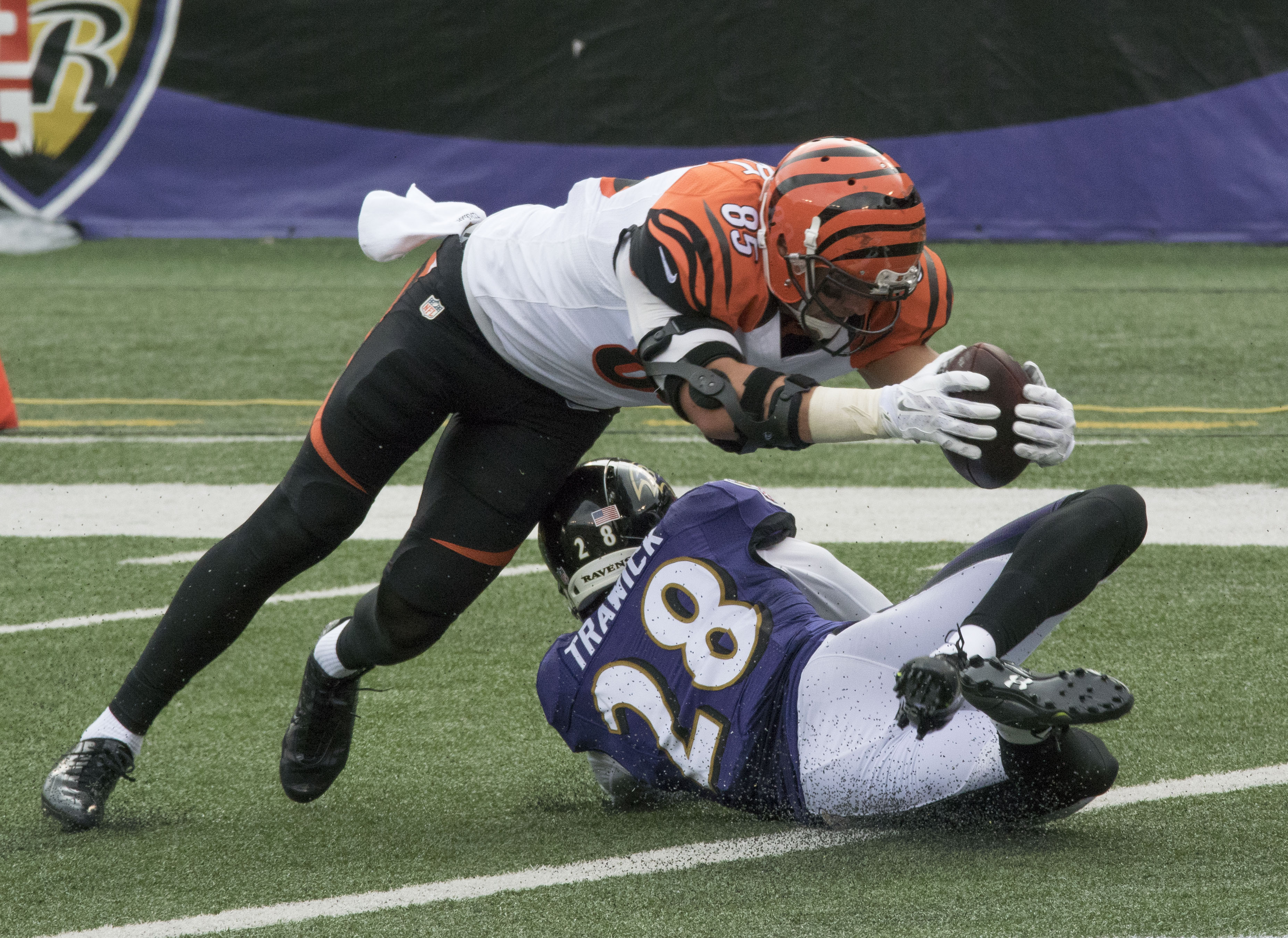
La gara della settimana 3 contro i Ravens

- Gli avversari della propria division sono in grassetto.

### Playoff
| Turno     | Data | Avversario (seed)       | Risultato | Record | Stadio             | NFL.com recap |
| --------- | ---- | ----------------------- | --------- | ------ | ------------------ | ------------- |
| Wild Card | 9/1  | Pittsburgh Steelers (6) | S 16–18   | 0–1    | Paul Brown Stadium | Recap         |

## Classifiche

### Division
| AFC North               | AFC North | AFC North | AFC North | AFC North | AFC North | AFC North | AFC North | AFC North | AFC North |
|                         | V         | S         | P         | %         | DIV       | CONF      | PF        | PS        | Str.      |
| ----------------------- | --------- | --------- | --------- | --------- | --------- | --------- | --------- | --------- | --------- |
| (3) Cincinnati Bengals  | 12        | 4         | 0         | .750      | 5–1       | 9–3       | 419       | 279       | V1        |
| (6) Pittsburgh Steelers | 10        | 6         | 0         | .625      | 3–3       | 7–5       | 423       | 319       | V1        |
| Baltimore Ravens        | 5         | 11        | 0         | .313      | 3–3       | 4–8       | 328       | 401       | S1        |
| Cleveland Browns        | 3         | 13        | 0         | .188      | 1–5       | 2–10      | 278       | 432       | S3        |